# Xuan Nu
Xuan Nu (chinês tradicional: 玄女) foi na mitologia chinesa, a deusa que ajudou Huangdi a subjugar Chi You, ensinando-lhe as estratégias do militarismo.